# 우먼하우스
우먼하우스(Womanhouse, 1972년 1월 30일~2월 28일)는 여성이라는 젠더, 가정이라는 공간 개념에 대한 문제의식을 제기하고 역전을 시도한 전시이다. 캘리포니아 예술대학(CalArts) 페미니즘 미술 프로그램에 참여한 21명의 학생과 주디 시카고와 미리암 샤피로가 함께 진행하였으며, 총 18개의 공간을 이용해 설치, 퍼포먼스 등의 작업을 선보였다.

## 배경
가정에서 작업을 진행하기 위한 공간을 확보하는 행위의 어려움은 1929년 버지니아 울프가 탐구한 바 있다. 울프는 수필 <자기만의 방(A Room of One's Own)>에서 여성에게 '방해받지 않고 걸어 잠글 수 있는 방'이 필요하다고 주장했다. 우먼하우스는 이것을 출발점으로 작업을 진행한다. 특히 1970년대 젊은 세대의 여성 예술가들이 자신의 작품과 그 전시를 위한 공간이라는 실질적 의미와, 세상의 인지에 대한 상징적인 의미에서의 공간을 확보하기 위해 현실에 반기를 들었던 것과 맥락을 함께한다.
1971년 주디 시카고가 페미니스트 예술 프로그램 참가자들과 작업을 진행하기 시작하여, 후에 미리암 샤피로와 21명의 여성 예술가들이 참여하여 전시를 개최했다. 전시 첫 날에는 여성에게만 전시가 공개되었고, 그 후 모든 관람객에게 공개되었다. 전시기간 내 약 1만 명의 관람객이 방문했다.
공개 당시 전국적으로 조명받았던 이 전시는 전시 종료 후 집이 철거되면서 설치 작품도 대부분 폐기되었다. 폐가를 활용한 장소특정적 설치, 일시성, 바느질, 자수, 장식 등을 아우르는 성별 분업 해체적인 작업 방식, 다양한 매체의 활용은 여성주의적 관점을 뛰어넘는 역사적, 비평적 관점을 제시한다.

## 참여작가
주디 시카고와 샤피로는 지역 예술가인 셰리 브로디, 캐롤 에디슨 미첼, 완다 웨스트 코스트를 초청하여 다른 여성들과 함께 작업을 진행했다.
- 주디 시카고
- 마리암 샤피로
- 셰리 브로디
- 캐롤 에디슨 미첼
- 완다 웨스트 코스트
- 패이스 와일딩
- Beth Bachenheimer
- Susan Frazier
- 카밀 그레이
- 캐시 후버 랜드
- 제니스 존슨
- 앤 밀스
- 낸시 유델 만
- 로빈 미첼
- 산드라 오겔
- 크리스타나 러쉬
- 미샤 솔즈베리
- 로빈 쉬프
- 미라 쇼르
- 로빈 벨샤
- 주디 허들스턴
- Beth Bachenheimer
- 폴라 하퍼
- Vicky Hodgetts
- Karen LeCocq
- 얀 옥센 버그
- Shawnee Wollenmann
- 클로드 커훈

## 퍼포먼스
거실에서 5개의 퍼포먼스가 진행되었다. 작품에 대한 아이디어는 '비공식적 작업 세션'에서 시작되었다.
- 세 여자들(Three Women)
- 유지조각(Maintenance Pieces)
- 성기 게임(Cock and Cunt play)
- 기다림(Waiting)
- 탄생 트릴로지(The Birth Trilogy)